# Llista d'unitats de longitud de l'antiga Grècia
Aquesta és una llista de les unitats de longitud de l'antiga Grècia.

## Cúbit
Cúbit (llatí cubitus, grec antic πήχυς "pechys")) era una antiga mesura de longitud grega equivalent a 44,36 centímetres. Un cúbit (quadrat) era igualment una unitat de superfície equivalent a 0,197 metres quadrats.

## Daktylos
Daktylos (en grec antic δάκτυλος, dit) era una antiga mesura de longitud grega equivalent a 1,85 centímetres. El seu nom català es Dàctil i correspon al romà digitus, equivalent a una setzena part d'un peu.

## Estadi
L'estadi és una de les unitats de longitud de l'antiga Grècia. Com era habitual a l'antiguitat no hi ha una sola mesura per l'estadi, sinó que en trobem diverses. A Olímpia l'estadi mesurava 192 metres i a Atenes 177'6metres.

## Hippicon
Hippicon (en grec antic ἱππικόν) era una mesura grega de distància equivalent a quatre estadis que s'usava per indicar la distància d'un tipus de carreres de cavalls. Segons Plutarc es va establir la seva distància a les lleis de Soló. Hesiqui la menciona amb el nom de ἵππειος δρόμος ("hippeios dromos") (hipòdrom).

## Parasange
Parasange (en grec antic Παρασάγγης) era en realitat una mesura de longitud persa, la Parasanga, que es va adoptar a l'antiga Grècia, sobretot a partir dels escrits d'Heròdot i equivalia a uns 30 estadis grecs, uns 5.500 metres. Es considerava que era la distància que es podia caminar normalment en una hora.

## Plethron
Plethron (πλέθρον, plural plethra) fou una antiga mesura de superfície grega, la principal del sistema de mesura grec. Més tard fou usada com equivalent de la romana juguera si bé en realitat s'acostava més a un actus (mitja juguera). Cada plethron contenia 4 arurae

## Pous
Pous (en grec antic Ποῦς, en llatí pes, que vol dir peu) era una antiga mesura de longitud grega equivalent a setze daktylos, uns 29,57 centímetres.

## Schoinion
Schoinion (en grec antic σχοῖνος) era una antiga mesura de longitud grega usada principalment a Heraclea de Lucània equivalent a 52,5 metres. Com a mesura de superfície equivalia a uns 120 peus (pous) quadrats.

## Òrgia
Òrgia (en grec antic Ὀργυιά) era una mesura grega de longitud, derivada del cos humà; era la distància entre una punta i l'altra dels braços estesos. Era equivalent a sis peus (uns 1,80 metres) o quatre cúbits, i 1/100 part d'un estadi.